# Cù lao Minh
Cù lao Minh là một trong 3 cù lao lớn hợp thành tỉnh Bến Tre (cùng với cù lao Bảo và cù lao An Hóa).

## Địa lý
Cù lao Minh được bao bọc bởi các nhánh của sông Tiền là sông Hàm Luông và sông Cổ Chiên, bao gồm địa giới hành chính của các huyện Chợ Lách, huyện Mỏ Cày Nam, huyện Mỏ Cày Bắc, huyện Thạnh Phú và một phần của huyện Long Hồ, tỉnh Vĩnh Long.
Cù lao Minh nằm cách thị trấn Mỏ Cày, huyện Mỏ Cày Nam khoảng 3 km.

## Văn hóa - du lịch
- Đình Rắn: Nằm ở Định Thủy, nằm cách thị trấn Mỏ Cày khoảng 2 km.
- Nhà cổ Hương Liêm
- Vàm nước trong
- Chùa Tuyên Linh
- Khu di tích lịch sử Đồng Khởi
- Khu di tích căn cứ Sài Gòn Gia Định.

### Đặc sản của cù lao Minh
- Huyện Thạnh Phú: huyện miền biển có nhiều món hải sản hấp dẫn như: cua luộc hèm, vọp nướng, tôm sú tái chanh,...
- Huyện Mỏ Cày Bắc và Mỏ Cày Nam: Mắm tép và kẹo dừa Mỏ Cày.
- Huyện Chợ Lách: Nhiều loại trái cây tiêu biểu như: sầu riêng Sáu Ri, nhãn da bò, chôm chôm,...[2]